# XXXII Reunião Ordinária do Conselho do Mercado Comum
A XXXII Reunião Ordinária do Conselho do Mercado Comum ocorreu em janeiro de 2007, na cidade de Rio de Janeiro.

## Participantes
Representando os estados-membros
- Luiz Inácio Lula da Silva
- Néstor Kirchner
- Tabaré Vázquez
- Nicanor Duarte

## Decisões
A reunião produziu nove decisões.